# Owe Hellberg
Sven Owe Hellberg, född 6 augusti 1953 i Mellösa församling, Södermanlands län, är en svensk politiker (vänsterpartist), som var riksdagsledamot 1994–2006, invald i Gävleborgs läns valkrets.
I riksdagen var Hellberg vice ordförande i bostadsutskottet 2002–2006 och dessförinnan ledamot i detta utskott 1994–2002. Han var även suppleant i näringsutskottet (1995–1998) och socialförsäkringsutskottet (1994–1995).
Han har också varit aktiv som lokalpolitiker i Ockelbo kommun. Hellberg arbetade före tiden i riksdagen som lärare men skolade senare om sig till fastighetsmäklare.